# Харви, Маркус
Ма́ркус Ха́рви (англ. Marcus Harvey); родился в 1963 г. в Лидсе, Англия) — английский художник, член ассоциации «Молодые британские художники».

## Выставки
Выставлял свои работы на множестве международных выставок. Например, «The Führer’s Cakes» — в Galleria Marabini в Болонье, «Snaps» — в White Cube в Лондоне, «Sex and the British» — в Galerie Thaddaeus Ropac в Зальцбурге и «London Calling: Young British Artists Criss-Crossed» — в Galleri Kaare Berntsen в Осло.

## Жизнь и творчество
Маркус Харви вырос в Муртауне, Лидс. В 1986 году он окончил Голдсмитс Колледж, а также — художественный колледж Лидса. В этот период он подружился с Дэмиеном Херстом. Харви не участвовал в выставке Freeze, поскольку окончил Голдсмитс ранее, однако Херст включил его работы в экспозицию Some Went Mad, Some Ran Away (1994), которую он курировал. Тогда на Харви обратил внимание Чарльз Саатчи.
Наибольшую известность Харви принёс его провокационный портрет Майры Хиндли, выполненный из отпечатков детских рук. Он был представлен на выставке Sensation в Королевской академии искусств в 1997 году. Из-за покушений вандалов работу пришлось снять.